# Seznam italijanskih astrologov
Seznam italijanskih astrologov.

## A
- Pietro d'Abano

## B
- Giordano Bruno

## G
- Luca Gaurico

## M
- Giovanni Antonio Magini

## S
- Giovanni Baptista Seni

## V
- Lucilio Vanini